# Oláh Mara
Oláh Mara, művészneve: Omara; szignói: OMARA; O.M. (Monor, 1945. szeptember 3. − Szarvasgede, 2020. március 24.) magyarországi cigány festőművész, emlékíró.

## Életútja, munkássága
Apja zenész cigány volt, anyja edényfoltozó beás cigány családból származott, a két család életmódja igen eltért, emiatt Mara szülei sokat veszekedtek, gyakran anyjával az anyai nagyszülőkhöz, Mogyoródra ment. 1964-ben, 19 éves korában férjhez ment, 1967-ben született meg a kislánya, akit nagy szeretetben nevelt, és aki számos képét ihlette. Házassága nem volt szokványos, nem cigány származású magyarhoz ment férjhez, közel 25 évnyi házasság után váltak el. Oláh Mara sokat betegeskedett, 38 éves korában rák betegség miatt a bal szemét el kellett távolítani. 1988-ban édesanyját is elvesztette, ezen okok miatt teljes depresszióba süllyedt, az öngyilkosság gondolata foglalkoztatta. Ebből a helyzetből a festésben találta meg a kiutat, mintegy gyógyulásképpen festeni kezdett 43 éves korában. Farostra festett 100 képét elajándékozta, a szemműtétét ábrázoló képet azonban megőrizte, majd véleményezésre bevitte a Magyar Nemzeti Galériába, ott további festésre biztatták. Ettől kezdve nem hagyta abba a festést, saját történetét és kisebbségi közösségének, a cigány közösségnek történetét festi, a kirekesztés, a megaláztatás, a kilakoltatás, a nők helyzete és sok karakteres portré alkotják műveinek összességét.
2009-ben a rasszista indíttatásból megölt cigány embereket is megfestette, ezen képei hamarosan Chicagóba kerültek, a cigány kisebbséget ért sérelmek kiteregetésével nem marad adós. Ha úgy érzi, festményeire nagy betűvel is felírja a mondanivalót, például a A cigányok története (olaj, farost, 100x60 cm, 1998) című képén egy 10 szintes ház homlokzatára csupa nagy betűkkel többek közt ezt írta: „EZEKET TE ÉPÍTETTED CIGÁNY!!!”, stb. Számára szinte elengedhetetlen a narráció, az egyes festményekre helyezett üzenet így mintegy megduplázódik, kétszeresen üzen, festményeivel és felirataival.
1991 óta kiállító művész, bemutatkozó tárlata Kanadában volt, majd hamarosan itthon is a budapesti Vizivárosi Galériában. Első két kiállítását követően az elkövetkező másfél évben 36 kiállításon vett részt magyarországi, európai és tengeren túli városokban. 1992-ben a Cigány Ház balatonalmádi Alkotótáborába hívták meg Oláh Marát, ettől kezdve sokáig résztvevő- és kiállító művésze volt az Alkotóháznak. Megfestette az úgynevezett kék képeit, melyek a művésznőt ért megaláztatásokat, sérelmeket, a szegénységet és a kisebbségi létből fakadó diszkriminációt jelenítette meg. Budapesten megnyitotta az első cigány magángalériát „Mara Galéria” néven. Aktív alkotói, kiállítói korszak után Budapestről Szarvasgedére vonult vissza, itt építtetett magának egy úgynevezett „luxus putrit”, itt él és alkot, a magyarországi és külföldi művészetkedvelők itt is felkeresik. Az utóbbi néhány évben elsősorban miniatűr festményeket készít, https://olah-mara-miniatur-festmenyei.webnode.hu/ melyek csupán néhány cm-esek. Rabjává vált ennek a műfajnak, izgalommal tölti el, hogy néhány apró ecsetvonásból milyen történet születik, milyen érzelmet, hangulatot tud átadni.
„A naivokhoz szokás sorolni Oláh Marát is, de ő kilóg minden kategóriából. Öntörvényű, izgalmas személyiségének meghosszabbítása festészete. Gyakran magyarázó szövegekkel is ellátja alkotásait. Mérhetetlen közlésvágy hajtja. Arra törekszik, hogy azt és úgy értse meg a néző, amit és ahogyan azt ki kíván fejezni.”
A 2009-es Cigány festészet című reprezentatív album Oláh Marától a következő festmények reprodukcióit mutatja be:
- Ha újra kezdhetném (kék sorozat, olaj, farost, 70x50 cm, 1998) feliratokkal ellátott festmény
- Ezek vagyunk mi (olaj, farost, 80x60 cm, 2001) feliratokkal ellátott festmény
- A cigányok története (olaj, farost, 100x60 cm, 1998) feliratokkal ellátott festmény
- Kilakoltatás (olaj, farost, 64x64 cm, 1990)
- Kilakoltatás II (olaj, vászon, 92x57 cm, 1993)
- Műtétem (olaj, vászon, 69x49 cm, 1989)
- Gyászoló pár (olaj, vászon, 49x71 cm, 1993)
- Ígéret (olaj, farost, 53x73 cm, 1994)
- Nő szegfűvel (olaj, farost, 40x62 cm, 1984)
- Női portré (olaj, kasírozott vászon, 37x50 cm, 1989)[5]

## Kiállításai (válogatás)

### Egyéni
- 1991 • Kanada • Vízivárosi Galéria, Budapest;
- 2009 • Omnibusz Hotel, Budapest;
- 2010 • Tavaszi Fesztivál, Budapest;
- 2011 • Csak nagyítóval lehet megnézni, Liget Galéria, Budapest (megnyitó beszédet mondott Junghaus Tímea művészettörténész).

### Csoportos
- 1992 • Cigány Ház alkotótábor kiállítása
- 2003 • Kortárs roma nőművészet I., Balázs János Galéria, Budapest
- 2004 • Elhallgatott holocaust, Műcsarnok, Budapest
- 2005 • Nőábrázolás a roma képzőművészetben, Balázs János Galéria, Budapest
- 2006 • Közös tér, Ernst Múzeum, Budapest
- 2007 • Mi arcunk, Balázs János Galéria, Budapest • Lost Paradise -Elveszett Paradicsom, Roma Pavilon, Velencei Biennále, Velence (Olaszország)
- 2009 • Gender check, Mumok, Bécs, (Ausztria)
- 2010 • Shukar! (=Szép) – mai modern női roma művészet, Magyar Kulturális Intézet, New York, (USA).
- 2012 • Beszélő paletták – Magyar Roma Képzőművészeti Kiállítás, Közigazgatási és Igazságügyi Minisztérium Társadalmi Felzárkózásért Felelős Államtitkársága folyosóján és irodáiban, Budapest

## Kötetei
- O. Mara – festőművész / írta Oláh Mara. Városföld : Oláh Mara, 1997. 82 p., XIV t. ill.
- Hangterek; kurátor Pócsik Andrea, szerk. Blaskó Ágnes, Csikós Marina, Pócsik Andrea; OFF-Biennále Budapest, Bp., 2021